# Clusia hammeliana
Clusia hammeliana là một loài thực vật có hoa trong họ Bứa. Loài này được Pipoly mô tả khoa học đầu tiên năm 1998.